# Ferhat Pehlivan
Ferhat Pehlivan (* 20. August 1988 in Akçaabat, Türkei) ist ein ehemaliger türkischer Boxer im Halbfliegengewicht. 

## Boxkarriere
Pehlivan war während seiner Wettkampfkarriere 1,68 m groß und trainierte in den Clubs Akçaabat Trabzon Karnet SK und Fenerbahçe SK. Einer seiner Trainer war Altar Kalkışım. 2006 gewann er die Goldmedaille bei den EU-Meisterschaften der Junioren in Rom und nahm an den Weltmeisterschaften 2007 in Chicago teil, wo er in der Vorrunde gegen Łukasz Maszczyk ausschied.
2008 gewann er jeweils eine Bronzemedaille bei den World University Championships in Kasan und den Europameisterschaften in Liverpool. Ihm gelang dabei auch ein Sieg gegen Sergei Kasakow.
2009 gewann er ebenfalls Bronze bei den Mittelmeerspielen in Pescara, schied in der zweiten Vorrunde der Weltmeisterschaften in Mailand gegen Dawid Airapetjan aus und gewann Silber bei den Europäischen Studenten-Meisterschaften in Elista.
2010 unterlag er im Viertelfinale der Europameisterschaften in Moskau mit 1:2 gegen Kelvin de la Nieve und gewann Bronze bei den World University Championships in Ulaanbaatar.
Auch bei den Europameisterschaften 2011 in Ankara unterlag er im Viertelfinale gegen Belik Galanow und schied in der zweiten Vorrunde der Weltmeisterschaften 2011 in Baku gegen Carlos Quipo aus.
2012 gewann er die Europäische Olympiaqualifikation in Trabzon und besiegte dabei Denis Shkarubo, Hamza Touba, Paddy Barnes und Alexandar Alexandrow. Er nahm daraufhin an den Olympischen Spielen 2012 in London teil und erreichte mit Siegen gegen Carlos Suárez und Ramy El-Awadi das Viertelfinale, in dem er gegen Dawid Airapetjan verlor. Bei den World University Championships 2012 in Baku gewann er Silber.
2013 gewann er die Silbermedaille bei den Mittelmeerspielen in Mersin. Bei den Europaspielen 2015 in Baku unterlag er im Viertelfinale mit 1:2 gegen Vincenzo Picardi und bei den Europameisterschaften 2015 in Samokow im Achtelfinale mit 1:2 gegen Nándor Csóka.
Zudem gewann Pehlivan unter anderem das Ahmet Cömert Tournament 2008 und 2009, sowie das Feliks Stamm Tournament 2011. 2016 boxte er für das türkische Team Turkiye Conquerors in der World Series of Boxing.
Nach seiner Wettkampf-Karriere arbeitete er als Sportlehrer in der Provinz Rize.